# Úsvit (film)
Úsvit je česko-slovenské koprodukční detektivní drama režiséra a producenta Matěje Chlupáčka a scenáristy Mira Šifry. Jde o Chlupáčkův druhý celovečerní film, v první hlavní roli zde vystupuje Eliška Křenková. Slovy režiséra jde o „detektivku s hlavní ženskou postavou, která není policistou nebo vyšetřovatelem, ale zatímco všichni ostatní si vytvoří závěry podle toho, co se komu hodí, ona jediná chce vypátrat pravdu“.

## Příběh
Dějově je film zasazen do roku 1937. Do slovenského města Svitu na Spiši přijíždí manželský pár, Helena Hauptová, těhotná nedostudovaná lékařka doprovázející ředitele továrny Aloise Haupta. Ten spolu s dalšími „baťováky“ má za úkol postavit nové město po vzoru Zlína. Plán je však zmařen tajemným nálezem v areálu továrny. Tajemný příběh se zaměřuje mimo jiné na témata intersexuality, zejména na v té době poměrně neprozkoumané téma hermafroditismu. Pojednává také obecněji o tématu jinakosti a vyloučenosti, ve které se ocitá Helena Hauptová jako žena v čistě mužském a muži ovládaném prostředí; v něm jako jediná má zájem o odhalení pravdy, zatímco ostatní se smíří s příběhem o sabotáži, připisované komunistickým dělníkům.

## Produkce
Natáčení započalo květnem 2022 v Lysé nad Labem v dobových kulisách tamní Beniesovy vily; štáb poté pokračoval v Dřísech, ve Zlíně i v Tatrách. Dějiště snímku, město Svit, vzniklo unikátním způsobem; tvůrci zkombinovali reálné záběry, nákladnou dekoraci a model města v měřítku 1:7. Natáčení skončilo zářím 2022. Premiéra pro Česko i Slovensko proběhla 5. října 2023.

## Zajímavosti
- Autoři vycházejí ze dvou inspiračních zdrojů: knihy Soudní lékařství v praksi soudního lékaře Františka Hájka z roku 1925 a eseje francouzského sociologa Bruno Latoura Nikdy jsme nebyli moderní[6]
- Do role Saši byl obsazen transgender neherec Richard Langdon[7]
- Animované sekvence natočila animátorka a režisérka Diana Cam Van Nguyen

## O filmu
| „                  | Ten film je o modernosti a tradici. Je to kriminální případ na krásném místě pod Tatrami, kde stavějí továrnu. Byla to taková utopie, v té první republice si představovali, že se dostaneme do nové doby, a najednou přijde něco, co nikdo nechápe. Objeví se mrtvé dítě. A Helena, kterou hraje Eliška Křenková, má obavu, že ta továrna ubližuje lidem, a začíná po tom pátrat. Zjistí, že celý ten svět, který budují, je lež. | “ |
| — scenárista Šifra | |   |

## Obsazení
| Eliška Křenková | Helena Hauptová; manželka                    |
| Miloslav König  | ředitel Alois Haupt; manžel                  |
| Richard Langdon | Saša – Alexander Matula; zaměstnanec továrny |
| Milan Ondrík    | vyšetřovatel Robert                          |
| Marián Mitaš    | vyšetřovatel č. 2                            |
| Luboš Veselý    | doktor                                       |
| Martha Issová   | zaměstnankyně Svitu                          |
| Ladislav Hampl  | Jan Antonín Baťa                             |

## Galerie
- Fotografie z filmu Úsvit
- Fotografie z filmu Úsvit
- Fotografie z filmu Úsvit
- Fotografie z filmu Úsvit
- Fotografie z filmu Úsvit
- Fotografie z filmu Úsvit